# Nathan Page
Nathan Page (*  25. August 1971) ist ein australischer Schauspieler und Synchronsprecher.

## Leben
Durch die Bindung der Familie an die Air Force ist Page als Kind oft innerhalb von Australien umgezogen. Page besuchte das Australian Institute of Sport und wurde Radrennfahrer. Er zog sich im Alter von 19 Jahren aufgrund von Verletzungen aus dem Profiradsport zurück.
In den ersten Jahren seiner Schauspielkarriere hat er vorwiegend in Theaterproduktionen in Adelaide gearbeitet. Ab dem Jahre 2000 war er auch in Filmen und Serien zu sehen.
Von 2012 bis 2015 spielte er an der Seite von Essie Davis in der Fernsehserie von Miss Fishers mysteriöse Mordfällen den Inspektor John „Jack“ Robinson. Mit 1,5 Millionen Zuschauern pro Episode war die Serie, mit drei Staffeln, sehr erfolgreich.
Nathan Page ist mit der neuseeländischen Tänzerin und Choreographin Sarah-Jayne Howard verheiratet. Aus der Ehe gingen zwei Söhne hervor.

## Filmografie (Auswahl)

### Fernsehen
| Jahr    | Title                             | Rolle                    | Bemerkung                 |
| ------- | --------------------------------- | ------------------------ | ------------------------- |
| 2022    | The Tourist                       | Constable Alex           | 1 Episode                 |
| 2015    | Hiding                            | Kosta „Koz“ Krilich      | 8 Episoden                |
| ab 2012 | Miss Fishers mysteriöse Mordfälle | John „Jack“ Robinson     | 34 Episoden               |
| 2013    | Underbelly: Squizzy               | Henry Stokes             | 4 Episoden                |
| 2012    | Redfern Now                       | Homicide Detective       | Episode „Pretty Boy Blue“ |
| 2011    | Paper Giants: The Birth of Cleo   | Alasdair „Mac“ Macdonald | 2 Episoden – miniseries   |
| 2009    | All Saints                        | Paul                     | Episode „Safe Haven“      |
| 2007    | Home und Away                     | Colin Marshall           | Episode 1.4532            |
| 2009    | Underbelly: A Tale of Two Cities  | Ray „Chuck“ Bennett      | 3 Episoden                |
| 2003    | The Secret Life of Us             | Charlie                  | 12 Episoden               |
| 2002    | White Collar Blue                 | Rick Calliope            | Episode 1.4               |

### Film
- 1999: Strange Fits of Passion
- 2000: Witzige Leute (Sample People)
- 2006: Alex’s Party
- 2007: Noise
- 2008: Scorched
- 2009: The Boys Are Back – Zurück ins Leben (The Boys Are Back)
- 2009: Accidents Happen
- 2010: Wicked Love: The Maria Korp Story
- 2011: Panic at Rock Island
- 2011: Sleeping Beauty
- 2013: Vote Yes
- 2020: Miss Fisher und die Gruft der Tränen (Miss Fisher and the Crypt of Tears)

## Theaterstücke (Auswahl)
| Jahr |                                               | Rolle          | Regie            | Theater                                                       | Bemerkung                                                            |
| ---- | --------------------------------------------- | -------------- | ---------------- | ------------------------------------------------------------- | -------------------------------------------------------------------- |
| 2023 | The Goat or, Who is Sylvia                    | Martin         | Mitchell Butel   | Dunstan Playhouse, Adelaide and Roslyn Packer Theatre, Sydney | mit Claudia Karvan, Yazeed Daher, Mark Saturno                       |
| 2016 | The 39 Steps                                  | Richard Hannay | Jon Halpin       | Dunstan Playhouse                                             | mit Anna Steen, Tim Overton und Charles Mayer                        |
| 2016 | The Distance                                  | Vinnie         | Leticia Cáceres  | Southbank Theatre, The Sumner                                 | mit Nadine Garner, Katrina Milosevic und Martin Blum                 |
| 2007 | Nightcafe                                     | –              | Gavin Webber     | –                                                             | mit Kate Harman, Alice Hinde und Kyle Page                           |
| 2006 | Peribanez                                     | –              | Neil Armfield    | Seymour Theatre                                               | mit Leeanna Walsman, Socratis Otto und Nathaniel Dean                |
| 2006 | Been So Long                                  | –              | Syd Brisbane     | –                                                             | mit Evan Jureidini, Hannah Norris und Brendan Rock                   |
| 2005 | Already Elsewhere                             | –              | Kate Champion    | Drama Theatre                                                 | mit Fiona Cameron, Kirstie McCracken und Byron Perry                 |
| 2004 | Ein Sommernachtstraum                         | –              | Benedict Andrews | Belvoir St. Theatre                                           | mit Jacek Koman, Tim Draxl, Anthony Phelan und Socratis Otto         |
| 2003 | Wer hat Angst vor Virginia Woolf?             | –              | David Field      | –                                                             | mit Loretta Brades, Rosalba Clemente und Peter Kowitz                |
| 2002 | Same But Different                            | –              | Kate Champion    | –                                                             | mit Brian Harrison, Shaun Parker und Byron Perry                     |
| 2001 | Design for Living                             | –              | Rodney Fisher    | Playhouse Theatre                                             | mit Josephine Byrnes, Narjic Fogerty, Patrick Frost und Rhys Muldoon |
| 1998 | Macbeth                                       | –              | Rodney Fisher    | –                                                             | mit Laurence Coy, Essie Davis, Jeremy Sims und John Walter           |
| 1997 | Features of Blown Youth                       | –              | Benedict Andrews | The Queens Theatre                                            | mit Valerie Berry, Syd Brisbane und Richard Kelly                    |
| 1997 | Mercedes/In the Solitude of the Cotton Fields | –              | –                | The Queens Theatre                                            | mit Rebecca Harvey und Frank Whitten                                 |
| 1996 | The Lower Depths                              | –              | Rosalba Clemente | Price Theatre                                                 | mit Jody Anderson, Pamela Graham und Jane Walker                     |
| 1996 | Anger’s Love                                  | –              | Peter Dunn       | The Street Theatre                                            | mit Josh McIntyre, Gabrielle Reilly und Sean Weatherly               |
| 1995 | The Fairy Queen                               | –              | Jack Edwards     | Scott Theatre                                                 | mit Catriona Barr, Pamela Graham und Samantha Rogers                 |